# Å ÅÅ Mæio & Jim Daggerthuggert
"Å ÅÅ Mæio & Jim Daggerthuggert" er den anden single fra Malk de Koijns første album Smash Hit In Aberdeen fra 1998. Den er udgivet på pladeselskabet BMG.

## Spor

### MaxiCD
1. "Å ÅÅ Mæio" (95 – 98 Version)
2. "Å ÅÅ Mæio" (Prunes Remix)
3. "Jim Daggerthuggert"
4. "Å ÅÅ Mæio" (95 – 98 Version instrumental)
5. "Å ÅÅ Mæio" (Prunes Remix Instrumental)
6. "Jim Daggerthuggert" (Instrumental)

### 12" vinyl
Side 1
1. "A ÅÅ Mæio" (95 – 98 Version)
2. "Å ÅÅ Mæio" (Prunes Remix)
3. "Jim Daggerthuggert"
4. "Å ÅÅ Mæio" (94 Version)

Side 2
1. "Å ÅÅ Mæio" (95 – 98 Version Instrumental)
2. "Å ÅÅ Mæio" (Prunes Remix Instrumental)
3. "Å ÅÅ Mæio" (Accapella Version)
4. "Jim Daggerthuggert" (Instrumental)